# Cesarska zakladnica
Cesarska zakladnica, (nemško Kaiserliche Schatzkammer), v palači Hofburg na Dunaju hrani dragocenosti in zaklade tako posvetnega kot verskega značaja, zbrane v več kot tisočletju evropske zgodovine. 
Vhod v zakladnico je iz Schweizerfhofa (Švicarskega dvorišča) najstarejšega dela palače, ki je bil v slogu renesanse prezidan za časa vladanja rimsko-nemškega cesarja Ferdinanda I. Habsburškega.
Cesarska zakladnica je organizacijsko in strokovno povezana z dunajskim Umetnostnozgodovinskim muzejem (Kunsthistorisches Museum), danes v 21 sobanah hrani redke zaklade in dragocenosti, ki jih je v stoletjih zbrala in pridobila cesarska rodbina habsburžanov. 
Zbirka obsega tudi avstrijsko  cesarsko krono, jabolko in žezlo, ter insignije vladarjev in cesarjev svetega rimskega cesarstva, vključno s cesarsko krono svetega rimskega cesarstva.
Cesarska zakladnica je razdeljena na dve zbirkiː zbirko posvetnih dragocenosti in zbirko cerkvenih dragocenosti. Posvetna zbirka vključuje številne eksponate, vključno z dragulji in dragimi kamni tudi takšnih velikosti, da jih niso mogli vključiti v cesarsko krono. Kot vsi zakladi zasebnega tipa kaže zbirka politično moč in bogastvo njenih lastnikov.
Zbirka dragocenosti verskega značaja obsega številne religiozne dragocenosti, cerkveno opremo in predmete, vključno z relikvijami in eksponati, ki so bili v osebni lasti svetnikov. 

## Zgodovina
Cesarske zaklade je od leta 1556 urejal vsestranski Jacopo Strada, dvorni zgodovinar  cesarja Ferdinanda I. V osemnajstem stoletju je dala cesarica Marija Terezija habsburške zaklade preseliti na današnjo lokacijo, prikrivajoč dejstvo, da je bil veliki del rodbinskih zakladov porabljen za financiranje vojne z rivalsko Prusijo.
Cesarske regalije so v zadnjih dneh Svetega rimskega cesarstva, okoli leta 1800, na Dunaj prispele iz Nürnberga, kjer so jih hranili od leta 1424, predvsem da bi jih rešili pred napredujočo vojsko francoskega cesarja Napoleona Bonaparteja. Po nacistični priključitvi Avstrije so zakladnico odpeljali nazaj na Bavarsko. Po koncu druge svetovne vojne je dragocenosti vrnila na Dunaj  ameriška vojska. Razstave v zakladnici so bile v celoti prenovljene med leti 1983-1987.
Zakladnica je s svojimi eksponati vsebinsko ločena na dva dela, posvetnega in verskega značaja.

## Razstavljeni eksponati

### Posvetna zbirka
Posvetna zbirka obsega tudi cesarske zaklade, insignije in dragulje vladarjev Svetega rimskega cesarstva, vključno s cesarsko krono, žezlom in mečem, ter avstrijske cesarske insignije, vključujoč osebno krono cesarja Rudolfa II. , s katero je bila razglašena ustanovitev avstrijskega cesarstva leta 1804 in je postala avstrijska cesarska krona, cesarsko žezlo in vladarsko jabolko, sveto kopje in cesarski meč.
Tu so na ogled tudi cesarske insignije, ki jih uporabljal cesar Ferdinand I. Avstrijski, na kronanju za kralja Lombardije in Benečije leta 1835, pa tudi oblačila in druge dragocenosti reda Sv. Štefana , vojaškega reda Marije Terezije in reda zlatega runa. Na ogled so tudi številni dragulji, vključno z največjim smaragdom na svetu,  žezlo in krogla kraljevine Češke, veliki zob enoroga, za katerega so verjeli, da je zob mitološkega letečega  konja enoroga, ahatna skleda iz pozne antike, ter zbirka Napoleonica, z artefakti Napoleona II. in njegove matere Marije Luise, vojvodinje Parmske.

### Verska zbirka
Verska zbirka cesarske zakladnice obsega številne predmete verskega značaja, med njimi dragocene mašne plašče, kelihe in  monštrance, vključno z relikvijami in eksponati, ki so bili v osebni lasti svetnikov, pa tudi verske podobe in celo oltarje, večinoma iz baročnega obdobja.

## Galerija
- antična ahatna skleda
- orjaški akvamarin
- doprsni kip cesarja Rudolfa II
- orjaški smaragd iz Kolumbije
- cesarski meč
- odlikovanje  avstrijskega reda železne krone